# Mîkolaiiv, Hmelnîțkîi
Mîkolaiiv (în ucraineană Миколаїв) este localitatea de reședință a comunei Mîkolaiiv din raionul Hmelnîțkîi, regiunea Hmelnîțkîi, Ucraina.

## Demografie
Componența lingvistică a localității Mîkolaiiv
     Ucraineană (99,46%)
     Alte limbi (0,54%)
Conform recensământului din 2001, majoritatea populației localității Mîkolaiiv era vorbitoare de ucraineană (99,46%), existând în minoritate și vorbitori de alte limbi.